# Tristão Gonçalves
Tristão Gonçalves de Alencar, mais tarde Araripe, (Crato, 1789 — Jaguaretama, 30 de outubro de 1824), filho de Bárbara de Alencar, foi um militar revolucionário que participou da Revolução Pernambucana em 1817, guerra de independência do Brasil e da Confederação do Equador em 1824. Foi brutalmente assassinado pelas forças imperiais no interior do Ceará.

## Revolução Pernambucana

Bandeira Revolucão Pernambucana

Em 1817, Tristão Gonçalves de Alencar Araripe, juntamente com a mãe Bárbara de Alencar e o tio Leonel Pereira de Alencar, participou da Revolução Pernambucana e tentou fazer revolução em terras cearenses, no que viria a ser chamado de República do Crato. No entanto, não obteve sucesso.
Os revolucionários foram presos por forças do governo sob o comando do capitão-mor José Pereira Filgueiras e enviados para presídios em Fortaleza.
Tristão Gonçalves de Alencar Araripe - Antes da revolução Tristão Gonçalves Pereira de Alencar.
Nasceu em Salamanca em 1790, sendo seus pais o português José Gonçalves dos Santos e D. Bárbara Pereira de Alencar.
Com seu irmão José Martiniano de Alencar l vide) tomou parte na revolução de 1817 e faleceu nos cárceres da Bahia; com Filgueiras fez a expedição de Caxias, que aniquilou o poderio de Fidié; foi a alma da Revolução do Equador no Ceará e por isso aclamado seu presidente.
Havendo saído de Fortaleza em direção ao Aracaty no interesse do movimento republicano, foi abatido pelas forças imperiais em Santa Rosa, à margem do rio Jaguaribe, e trucidado a 31 de Outubro de 1824. Seus restos expostos à irrisão pública ficaram ali atirados até que a mão piedosa de um amigo lhes deu sepultura.

## Batalha do Jenipapo
Foi enviado pelo Imperador Pedro I para a guerra de independência travada no Piauí e acompanhando José Pereira Filgueiras, agora reconciliados, participando do cerco e prisão do comandante luso João José da Cunha Fidié, que se aquartelava em Caxias, Maranhão.
Mello Moraes, pai, dá Tristão Gonçalves como assassinado e esquartejado pelo povo, açulado pelo próprio irmão da vítima José Martiniano, e ajunta que seus quartos foram dependurados nos coqueiros da Praça da feira em Fortaleza!
José Martiniano em tempo algum foi inimigo do irmão e este, morto em Santa Rosa, nunca teve o cadáver esquartejado e muito menos exposto em Fortaleza. A Regência em nome do Imperador concedeu à viúva de Tristão Gonçalves (benemérito chama-lhe o respectivo decreto, que é de 20 de Junho de 1833) D. Anna Triste Araripe uma pensão de 400$000 anuais, tomando na devida consideração os relevantes serviços por ele prestados com singular patriotismo a bem da liberdade e independência do Império em diferentes provindas dele com total prejuízo da sua fazenda e ultimo sacrifício de sua pessoa. 

## Confederação do Equador
Em 1824 eclode nova revolução republicana em Pernambuco denominada Confederação do Equador. Este movimento uniu algumas lideranças das províncias de Pernambuco, Ceará, Paraíba e Rio Grande do Norte, descontentes com a constituição outorgada pelo primeiro imperador brasileiro, D. Pedro I.
O movimento repercutiu intensamente no Crato. Tristão Gonçalves de Alencar Araripe, que já tinha sido libertado pelo governo, aderiu, com todo entusiasmo e idealismo, à Confederação do Equador. Como outros revolucionários, entre eles o capitão-mor Filgueiras, Tristão substituiu um sobrenome português (Pereira) por um sobrenome regional (Araripe). Em 26 de agosto daquele ano, foi ele aclamado pelos rebeldes republicanos como Presidente do Ceará. Entretanto a reação do Governo Imperial foi implacável. As instruções para debelar o movimento eram assim sintetizadas: “(...) não admitir concessão ou capitulação, pois a rebeldes não se deve dar quartel”. Debelado o movimento restou a Tristão Araripe duas alternativas: exilar-se no exterior ou morrer lutando. Escolheu a última opção.
Nas suas pelejas, Tristão colecionou vários inimigos, dentre eles um rancoroso proprietário rural, José Leão da Cunha Pereira. Este utilizou um capanga, Venceslau Alves de Almeida, para pôr fim à vida do herói da Confederação do Equador no Ceará. Tristão Araripe faleceu combatendo o grupo armado de José Leão, na localidade de Santa Rosa que em 9 de março de 1857, torna-se Jaguaribara, hoje região inundada pelas águas do Açude Castanhão. Morreu como queria: pelejando, graças a Deus!

## Genealogia
Tristão Gonçalves era o terceiro dos cinco filhos do capitão José Gonçalves dos Santos, português de Lamego, comerciante de tecidos, e de Bárbara Pereira de Alencar.
Casou-se, em 11 de julho de 1810, no Crato, com Ana Porcina Ferreira de Lima (1789 - 1874), filha de Joaquim Ferreira Lima e de Desidéria Maria do Espírito Santo. O casal teve nove filhos:
1. Manuel Araripe de Luna Alencar;
2. Xilderico Cícero de Alencar Araripe (1811 - 1865), militar estabelecido no Rio Grande do Sul, morto na Guerra da Tríplice Aliança;
3. Neutel Nortson de Alencar Araripe (1813 - 1867), agricultor e industrial estabelecido no Rio de Janeiro;
4. Aderaldo Auréolo de Alencar Araripe (1814 - 1903), funcionário público;
5. Tristão de Alencar Araripe (1821 - 1908), magistrado e político;
6. Delecarliense Drummond de Alencar Araripe (1823 - 1877), jornalista estabelecido no Espírito Santo;
7. Carolina Clarence de Alencar Araripe Sucupira (†1867), casada com Antônio Ferreira Lima Sucupira;
8. Maria Dorgival de Alencar Araripe Macedo (†1887), casada com Joaquim de Macedo Pimentel.
9. Pedro Jaime de Alencar Araripe (1809 - 1832), casado com Isabel Sabina Silva.

Após o assassinato de seu esposo, Ana mudou de nome para Ana Triste de Alencar Araripe. Um irmão dela, o tenente-coronel João Franklin de Lima, foi casado com uma prima-irmã de Tristão, Maria Brasilina de Alencar, e uma filha deles, Argentina Franklin de Alencar Lima, veio a se tornar sua nora por casamento com Tristão de Alencar Araripe.